# Faux pas (strip)
Faux Pas (Ook wel "fox paws", vossenpoten genoemd) is a strip gemaakt door Robert en Margaret Carspecken van R&M Creative Endeavors. De naam is gebaseerd op de Franse uitdrukking "faux pas", een sociale blunder, daarmee reflecterende het gedrag van de personages. De focus ligt op de vossen Randy en diens vriendin Cindy
Faux Pas kwam eigenlijk eerst in een andere weergave in een krantenbericht in de Boulder (Colardo) tijdens de late jaren 70. De strips en andere incarnaties van de personages zijn later nog verschenen in kranten, nieuwsberichten, fansites, stripboeken en kunstshows. Pas in 2001 werden ze samengevoegd in een samenhangende series, opnieuw getekend door de artiesten, hoewel het ontwerp nog uit de jaren 80 stamt. Een boek gebaseerd op de strips werd uitgegeven in oktober 2003 door Plan Nine Publishing, en hoewel het uitstekend verkocht, werd de verkoop geplaagd door druk en productie problemen en telkens uitverkocht. De Carspeckens' contract met Plan Nine eindigde in september 2005, en het boek wordt tegenwoordig niet meer gedrukt.
De strip won de Ursa Major Award voor "Beste Anthropomorphische Comic Strip" in 2004 en opnieuw in 2005.

## Inhoud
De strip vindt over het algemeen plaats bij de vreemde Green Mountain Studio Animals (GMSA), een boerderij in the Rocky Mountains in Colorado. Randy en het merendeel van zijn vrienden leven daar als (gedeeltelijk) gepensioneerde dieren-acteurs. Alhoewel mensen nauwelijks gezien worden, weten de dieren dat ze niet zonder hun eigenaren kunnen. De dieren zijn antropomorfisch in de zin dat ze praten met elkaar en vrij intelligent zijn, maar zijn geen bipeds, en dus ongeveer met een dezelfde anatomie als "normale" dieren. Ondanks dat doen ze nog zat zaken die ze niet zouden moeten kunnen, zoals objecten vasthouden met hun poten, ongeveer op dezelfde manier als Ook honden gaan naar de hemel dat deed.
Randy begon zijn leven in een dierenwinkel, waar hij werd aangezien voor een hond met een vreemde lichaamsgeur. Hij kwam al snel te wonen bij GMSA samen met andere dieren die regelmatie audities deden bij een serie van publieke acties, zoals fotosessies, de filmindustrie en televisie. Alhoewel hij werd opgevoed in gevangenschap, kwam hij in een gezelschap van een aantal vreemde dieren, zoals de hen Myrtle Dehen, een egocentrische hen die dient als een soort secretaresse. Maar toen GMSA werd verkocht aan nieuwe eigenaars, Trokken ineens 144 katten in, geleid door Kira de kat, Die hem aanzag voor een leuk stukken kattenspeelgoed, alhoewel hij wel zo nu en dan door andere bewoners werd geholpen.
Toen dook Cindy ineens op. Als een in het wild geboren moer (vrouwtjesvos), ontmoette ze Randy (die op dat moment Myrtle achter op de rug had), En kwam al snel in een voor haar totaal absurde situatie terecht, erachter komend hoe Randy leeft terwijl hij is opgevoed door mensen. Cindy voelde zich aangetrokken tot Randy, maar het werd een vreemde, grappige relatie. Omdat ze opgegroeid was in het wild en daar leefde op instinct, kreeg Cindy het knap moeilijk om zich aan te passen aan Randy's leefsituatie en ineens vrienden te hebben die ze eerder voor lunch zou aanzien. (Zoals de konijnen) allemaal om Randy goed te stemmen. Aan Randy's kant zorgt Randy ervoor dat de katten Cindy met rust laten en hun geintjes maar op hem uit te storten, alhoewel hij niet doorhad dat de katten doodsbang waren van Cindy die al hun vallen doorhad.
Cindy vindt de relatie best belonend door de mogelijkheden die ze van tijd tot tijd met Randy deelt met de dingen die op de boerderij gebeuren. Cindy leert Randy en sommige andere dieren hoe ze hun instincten moeten gebruiken in de wildernis om te overleven.(Alhoewel Randy veel te onschuldig is voor instincten en één konijn veel liever Kungfu gebruikt tegen roofdieren in plaats van te vluchten.) Hierdoor is het voor hen heel verwarrend zowel tam als wild te leven, en is het leven dus nooit saai voor de vossen. De grote vraag bij fans is of zij ooit nog eentjes welpen gaan krijgen. Cindy vindt hem het wachten wel waard, zelfs al zou het jaren duren. In de tussentijd leert ze de konijnen om te overleven (zoals aangegeven niet echt bepaald succesvol). Randy blijft echter aarzelend, alhoewel hij altijd wel had verwacht een familie te krijgen, "zoalsThe Jetsons." Echter, er komen nog meer problemen zodra Cindy's manipulatieve nicht Dusk optreedt, en daarmee de antagonist van de strip wordt. Zo gemeen als ze is probeert ze alles om Randy te krijgen, zoals Cindy ooit zei 'omdat ze alles wil hebben wat Cindy heeft'. Dusk kreeg steun van de hen Myrtle, omdat die dolgraag wil dat Randy kleintjes krijgt en het haar niet boeit van wie die komen. (en Cindy has zojuist gezegd dat ze nog niet toe was aan welpen) Maar door haar domme gedrag viel het plan in het honderd. Uiteindelijk probeert Myrtle Cindy zelfs gek te krijgen door haar 2 gigantische espresso's te voeren, waar ze eerst super energiek van werd en vervolgens humeurig. Randy had echter Myrtle's plannetje door en blaamt Cindy niet voor haar gedrag als gevolg van de cafeïne.

## Overige Personages
Brisbane is een Wallaroo, en een vrij sympathieke ook. Hij is zelden te zien en houdt van plaatjes in kinderboeken kijken. (hij kan niet lezen.)
Stu is een konijn en vader van 53 kinderen. Hij heeft opgetreden als konijn voor goochelaars en weet daardoor veel truken, die hem goed van pas komen.
Hij leerde ze ook aan zijn kinderen, zoals een van de kleine konijntjes ooit zei: ik weet nog wel truukjes. Greg! ga me even uit een hoed trekken!
Eddie is Stu's maat. De vorige eigenaar van de boerderij dacht dat zij een mannetje was en noemde haar Edie. Echter bleek dit niet het geval
toen er ineens 29 konijnen bij kwamen.... ze is bekend voor haar feministische karakter en kan soms behoorlijk humeurig zijn.
Arthur is een oud paard dat allergisch is voor mensen die op hem gaan rijden: meestal eindigen die mensen op de grond. Hij werd dan ook in films gebruikt als
wegrennend paard nr.2. Hij draagt een opvallende bril en treedt soms op als wijze opa die advies geeft.
Fluffy is het grootste konijn van allemaal. Hij is niet dol op zijn naam en zou liever een coolere naam hebben, alhoewel hij natuurlijk wel gewoon een konijntje blijft.
Penny is de oudste van de 53 jongen van Stu en Eddie. Ze staat bekend als het jong dat de meeste verantwoordelijkheid wil dragen tegenover al haar broertjes en zusjes.
Jon is Penny's vriendje. Net als Cindy heeft hij moeite met aanpassen aan de menselijke situaties op de boerderij. Stu en Eddie willen hem klaarstomen
voor een goede relatie met Penny, omdat ze bang zijn dat hij Penny zou verlaten